# Cottendorf
Cottendorf est un village allemand qui fait partie de la commune de Stadtilm dans l’arrondissement d'Ilm en Thuringe. Il est situé dans la vallée de l’Ilm à l’estuaire du Humbach. Le paysage est plat au nord et vallonné au sud du village. Cottendorf est relié par des routes avec Gräfinau-Angstedt, Dörnfeld an der Ilm et la route fédérale B 87, et est traversé par la route cyclable du vallée de l’Ilm.
Le village est mentionné pour la première fois dans un document le 20 mars 1143. Il faisait partie de l’Amt Stadtilm jusqu’à 1920, de l’arrondissement d’Arnstadt de 1920 à 1994 et de l’arrondissement d'Ilm depuis 1994.
Cottendorf est incorporé à Dörnfeld an der Ilm le 6 mars 1969. La commune de Dörnfeld à son tour devient partie de Singerberg le 6 avril 1996, et de la commune d’Ilmtal le 1er juin 1996. Ilmtal rejoint Stadtilm le 6 juillet 2018.
Le calcaire coquillier qui est très répandu dans la région a été extrait dans plusieurs carrières près de Cottendorf au cours du XIXe siècle.
Le village possède une église luthérienne.